# Zana Marjanović
Pour les articles homonymes, voir Marjanović.
Zana Marjanović est une actrice et productrice bosnienne née le 31 mai 1983 à Sarajevo (Yougoslavie, actuellement Bosnie-Herzégovine).

## Biographie
Zana Marjanović est diplômée de l'académie des arts du spectacle de l'université de Sarajevo. Elle obtient son premier rôle au cinéma dans L'Été dans la vallée d'or de Srđan Vuletić, sorti en 2003. Elle joue dans des séries télévisées bosniennes et au théâtre.
Zana Marjanović se fait connaître en 2008 en interprétant Alma dans le film Premières Neiges réalisé par Aida Begić, récompensé par plusieurs prix. En 2011, elle tient le rôle principal féminin dans le premier long métrage réalisé par Angelina Jolie, Au pays du sang et du miel, nommé aux Golden Globe Awards.
Elle a été membre du jury au Festival du film de Sarajevo en 2011. Elle est également productrice de séries télévisées et de documentaires.

## Vie privée
Zana Marjanović s'est mariée au scénariste et réalisateur Emir Kapetanović en mars 2014. Le couple a un enfant.

## Filmographie

### Cinéma
- 2003 : L'Été dans la vallée d'or (Ljeto u zlatnoj dolini) de Srdjan Vuletic : Sara
- 2005 : Prva plata de Alen Drljevic (court métrage)
- 2007 : Dub de Mathieu Jouffre : Sana
- 2007 : C'est dur d'être honnête (Teško je biti fin) de  Srđan Vuletić : Trudnica
- 2008 : Premières Neiges (Snijeg) d'Aida Begić
- 2010 : Snovi de Reshad Kulenovic : Magdalena (court métrage)
- 2010 : Transfer de Damir Lukacevic : assistante du Dr. Menzel
- 2011 : Au pays du sang et du miel (In the Land of Blood and Honey) d'Angelina Jolie : Ajla Ekmečić
- 2012 : Broken de Rufus Norris : Kasia
- 2018 : A Rose in Winter de Joshua Sinclair: Edith Stein

### Télévision

#### Séries télévisées
- 2004 à 2005 : Crna hronika : Vedrana
- 2006 : Klopka : Vedrana
- 2007 à 2011 : Lud, zbunjen, normalan : Selma
- 2012 : Priče iza diskrecione linije : Sunny Su (1 épisode)
- 2013 : Patriot : Sunny Su
- 2014 : Kriza : Biljana (2 épisodes)
- 2014 : Magacin Kabare Show : Sefica
- 2014 : The Game : Yulia
- 2015 : Legends : Gabriella Lask (5 épisodes)
- 2018 : Dobrodosli u Orient Express : Isidora (2 épisodes)

#### Téléfilm
- 2012: New Year's Eve with Magacin Kabare d'Emir Kapetanović : Muza